# Anthony Steel (historien)
Pour les articles homonymes, voir Anthony Steel.
Anthony Bedford Steel (24 février 1900 - 3 octobre 1973 ) est un historien du Royaume-Uni, spécialisé dans l’histoire de l’Angleterre médiévale. Il travailla au Christ's College de l’université de Cambridge, et fut principal de l’université de Cardiff de 1949 à 1966. Parmi ses publications on trouve notamment un livre sur le règne de Richard II d'Angleterre, ainsi qu’une biographie de l’écrivain du XIXe siècle Robert Smith Surtees sous le titre Jorrick's England. Il a également traduit L'Europe et la Révolution française d’Albert Sorel en anglais.

## Principales œuvres
- (en) Jorrocks's England: On the Works of Robert Smith Surtees (Londres: Methuen & Co., 1932).
- (en) Richard II (Cambridge: Cambridge University Press, 1941).
- (en) The Custom of the Room; or, Early Wine-Books of Christ's College, Cambridge (Cambridge: W. Heffer & Sons 1951).
- (en) The Receipt of the Exchequer, 1377-1485 (Cambridge: Cambridge University Press, 1954).